# Xote de Navegação
"Xote de Navegação" é uma canção do cantor e compositor brasileiro Chico Buarque de Holanda, lançada em 1998 no álbum As Cidades.

## Composição
Composta em parceria com o cantor Dominguinhos.
A melodia de Dominguinhos ganhou letra quando Chico adquiriu um computador e com ele o hábito de jogar paciência, enquanto esperava por inspiração. Na ocasião, Chico preparava-se para escrever o seu primeiro romance e a inspiração veio para o "xote russo", que foi como Dominguinhos identificou a canção feita num quarto de hotel em São Luís, em 1983. Chico achou que o xote tinha tudo a ver com paciência. Escreveu a letra e ligou para o parceiro que não se lembrava mais de tê-la composto quinze anos antes.

## Créditos
Créditos adaptados do Discos do Brasil.
- Chico Buarque – Composição
- Dominguinhos – Composição, acordeon, arranjos
- Luiz Cláudio Ramos – Violão, arranjos
- Jorge Helder – Contrabaixo
- Ricardo Amado – Violino
- Zé Menezes (José Menezes França) – Bandolim